# General Atomics MQ-9 Reaper
Pour les articles homonymes, voir Reaper.
Le General Atomics MQ-9 Reaper (en anglais, reaper correspond ici à « faucheuse », l'allégorie de la Mort) est un drone de combat construit par General Atomics Aeronautical Systems pour l'United States Air Force. D'autres pays l'ont également acheté.

## Conception
Après le succès du drone MQ-1 Predator, General Atomics a étudié un nouveau modèle de drone, en version combattante, et sur ses fonds propres. Le contrôle du vol peut se faire par liaison hertzienne en visée directe depuis la station de contrôle (LOS « line of sight ») valable jusqu'à une distance de 200 km, ou par l'intermédiaire d'une liaison satellite (« SATCOM »).
Ce nouveau modèle constitue un des fers de lance de la stratégie américaine de lutte contre Al-Qaïda et les talibans, notamment au Pakistan dans les zones tribales.
Fin 2011, 54 Reaper sont en service dans les forces armées des États-Unis. Début 2017, 150 sont en ligne qui remplacent le Predator retiré en 2018.
En mars 2020, l'US Air Force prévoit la fin de la production en 2022 avec 337 plates-formes contre 363 planifiées car elle n'est pas qualifiée pour des menaces de haute intensité.
Dans sa demande de budget pour l'exercice 2021, l'USAF demande 172 millions de dollars pour commencer à fermer la ligne de production de General Atomics à Poway en Californie. Mais en décembre 2020, le congrès des États-Unis adopte un budget de 286 millions de dollars pour General Atomics, qui permettra à l'USAF d'acheter 16 drones MQ-9 Reaper au moins un an de plus.

### PrototypesPredator B
Le premier prototype « Predator B-001 » a fait son premier vol le 2 février 2001. Son moteur était un turbopropulseur Garrett AiResearch TPE-331-10T de 950 ch (712 kW), distribué ensuite par la société Honeywell. Les ailes avaient été allongées jusqu'à 20 m, la vitesse portée à 390 km/h, la charge utile à 340 kg, le plafond à 15 200 mètres et l'autonomie à 30 heures.
General Atomics a ensuite fait évoluer son concept dans deux directions différentes.
Le prototype « Predator-B002 » était équipé d'un turboréacteur Williams FJ44-2A de 10,2 kN de poussée, une capacité d'emport de 215 kg, un plafond de 18 300 mètres et une autonomie de 12 heures. L'US Air Force a commandé deux exemplaires pour évaluation, livrés en 2007.
Le prototype « Predator-B003 », rebaptisé « Altair », était équipé du même turbopropulseur TP-331-10T. Mais c'était un modèle agrandi avec une envergure de 25,6 m, une masse au décollage de 3 175 kg, une capacité d'emport de 1 360 kg, un plafond de 15 800 mètres et une autonomie de 36 heures.
Une nouvelle version nommée Predator-B ER (Extended Range) a volé pour la première fois le 26 février 2016. Son envergure est de 24 m et son autonomie estimée à 40 h de vol. Une autre version est équipée de réservoirs pendulaires montés sous la voilure.
Ils donnent naissance aux MQ-9B déclinés en 2020 en plusieurs versions, SkyGuardian, SeaGuardian et EuroGuardian

### Version pour l'US Air Force

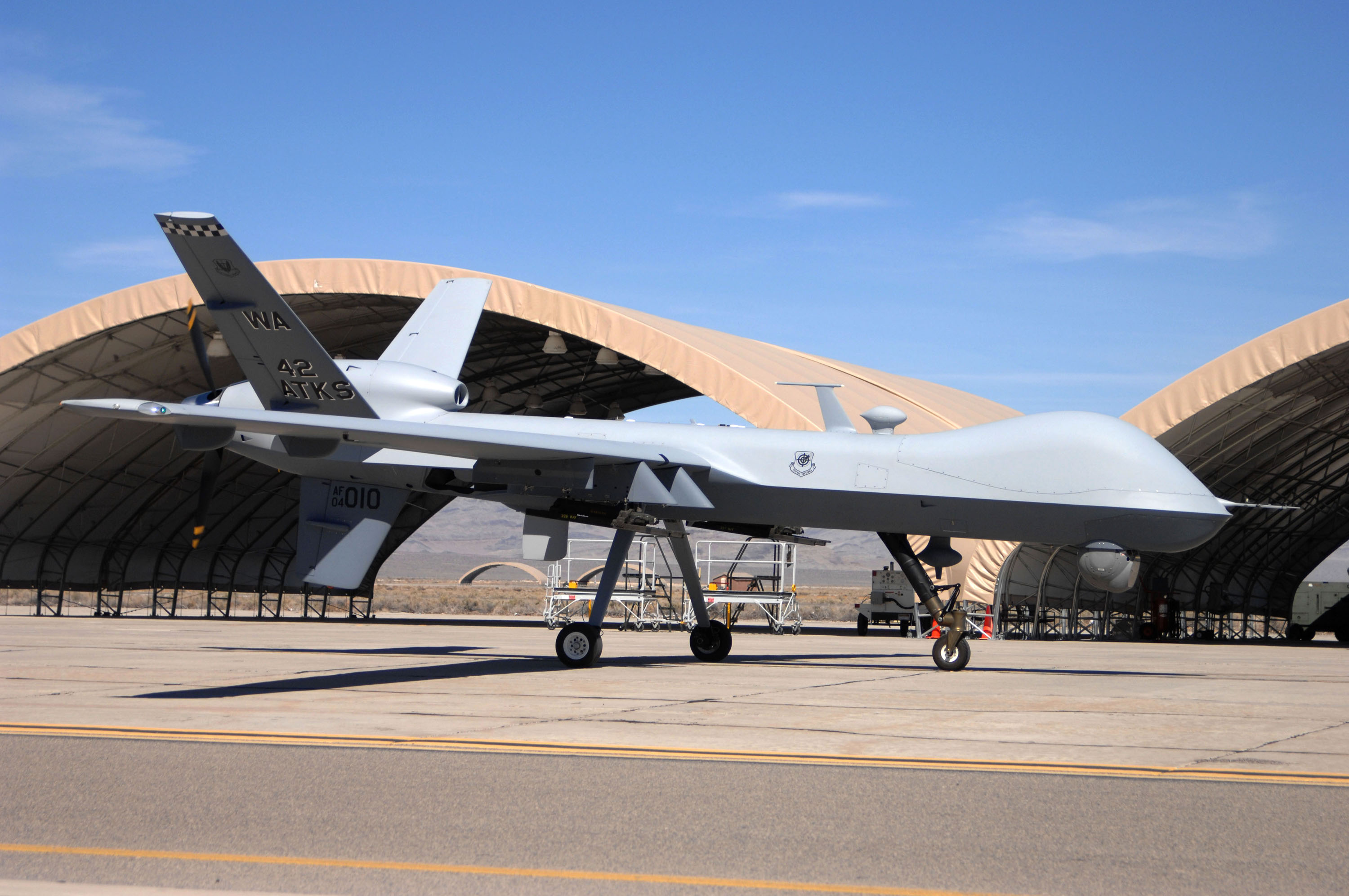
Le premier MQ-9 arrive sur la base de l'US Air Force de Creech (mars 2007).

En octobre 2001, l'US Air Force signe un contrat avec General Atomics pour l'acquisition de deux Predator B-003 en vue d'évaluation. Le premier est livré en 2002 et reçoit le nom de Reaper. La désignation d'Altair reste pour les deux prototypes initiaux ou une version non armée destinée à la NASA.
Le MQ-9 dispose de six pylônes d'emport de charges. Les pylônes intérieurs peuvent emporter une charge de 680 kg chacun, les pylônes centraux 270 kg et les pylônes extérieurs 90 kg.
Un MQ-9 avec deux réservoirs supplémentaires de 450 kg de carburant chacun et 450 kg d'armement peut voler 42 heures.
Les munitions emportées sont les bombes guidées laser GBU-12 Paveway II, les missiles air-sol AGM-114 Hellfire, GBU-38 Joint Direct Attack Munitions, GBU-49 Enhanced Paveway II, GBU-54 Laser Joint Direct Attack Munitions et les missiles air-air AIM-92 Stinger. Des tests sont en cours pour l'emport de bombes GBU-38 JDAM.
La configuration standard est de quatre missiles Hellfire mais dans le cadre d'une mise à jour testée en vol le 10 septembre 2020, il peut en emporter huit.
Le 10 novembre 2020, les États-Unis approuvent la vente d'armes de 23 milliards de dollars, dont 50 chasseurs furtifs F-35 aux Émirats arabes unis et des drones Reaper. Le 18 novembre 2020, trois sénateurs américains, Chris Murphy et les sénateurs démocrates Bob Menendez et le sénateur républicain Rand Paul annoncent quatre résolutions distinctes en désaccord avec ce projet.

#### Engagements
L'Air Force utilise le MQ-9 en tant que menace permanente, avec un appareil qui vole jour et nuit en attendant qu'une cible se présente. C'est un complément aux avions pilotés qui disposent de plus d'armes, mais pour des cibles précises.
Le 18 mai 2006 l'administration fédérale de l'aviation US a accordé une autorisation de vol des MQ-1 et MQ-9 dans l'espace aérien civil américain pour la recherche de survivants après des catastrophes. En 2005, faute d'avoir cette autorisation, les drones n'avaient pu être utilisés après le passage de l'ouragan Katrina.

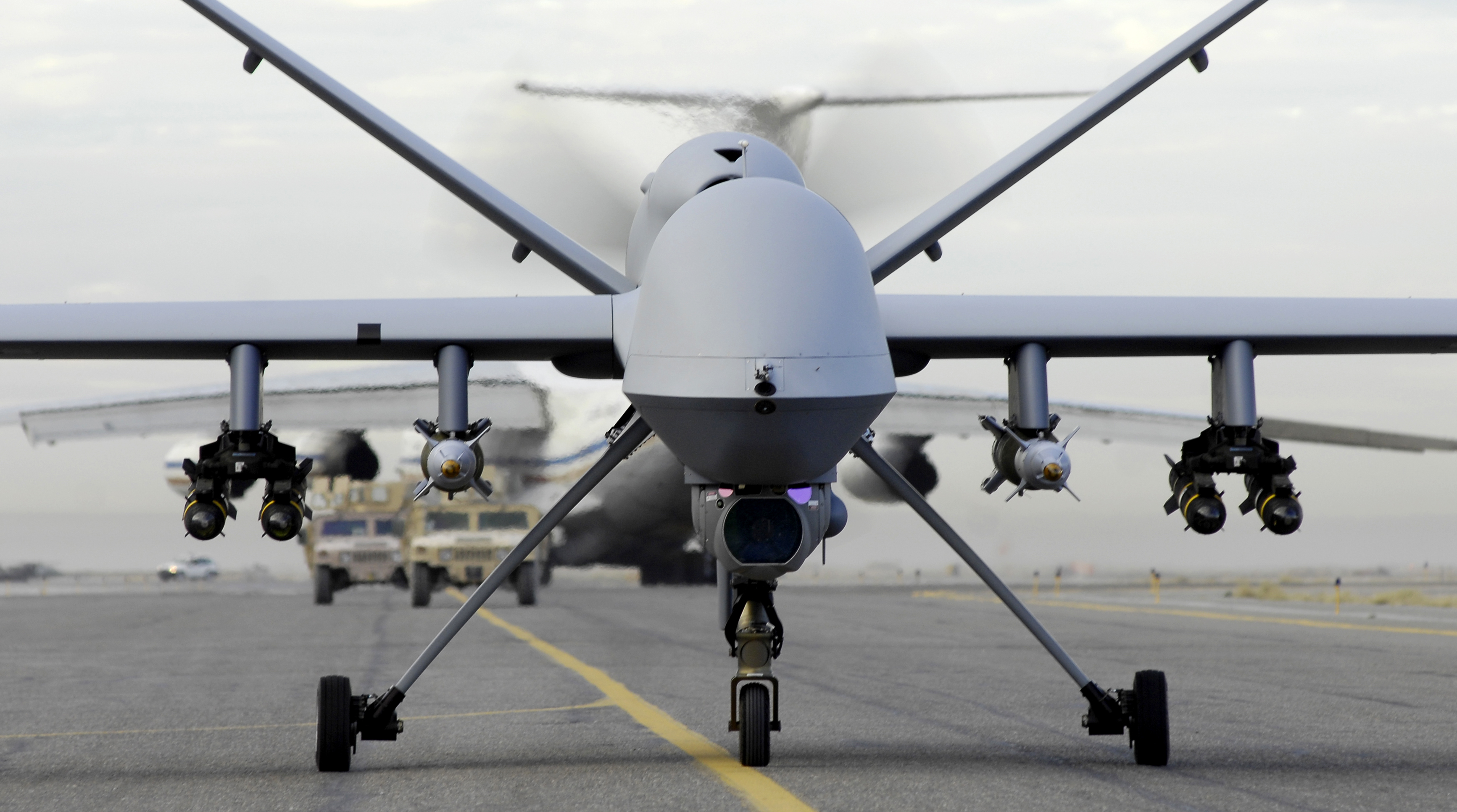
Décollage d'un MQ-9 en Afghanistan.

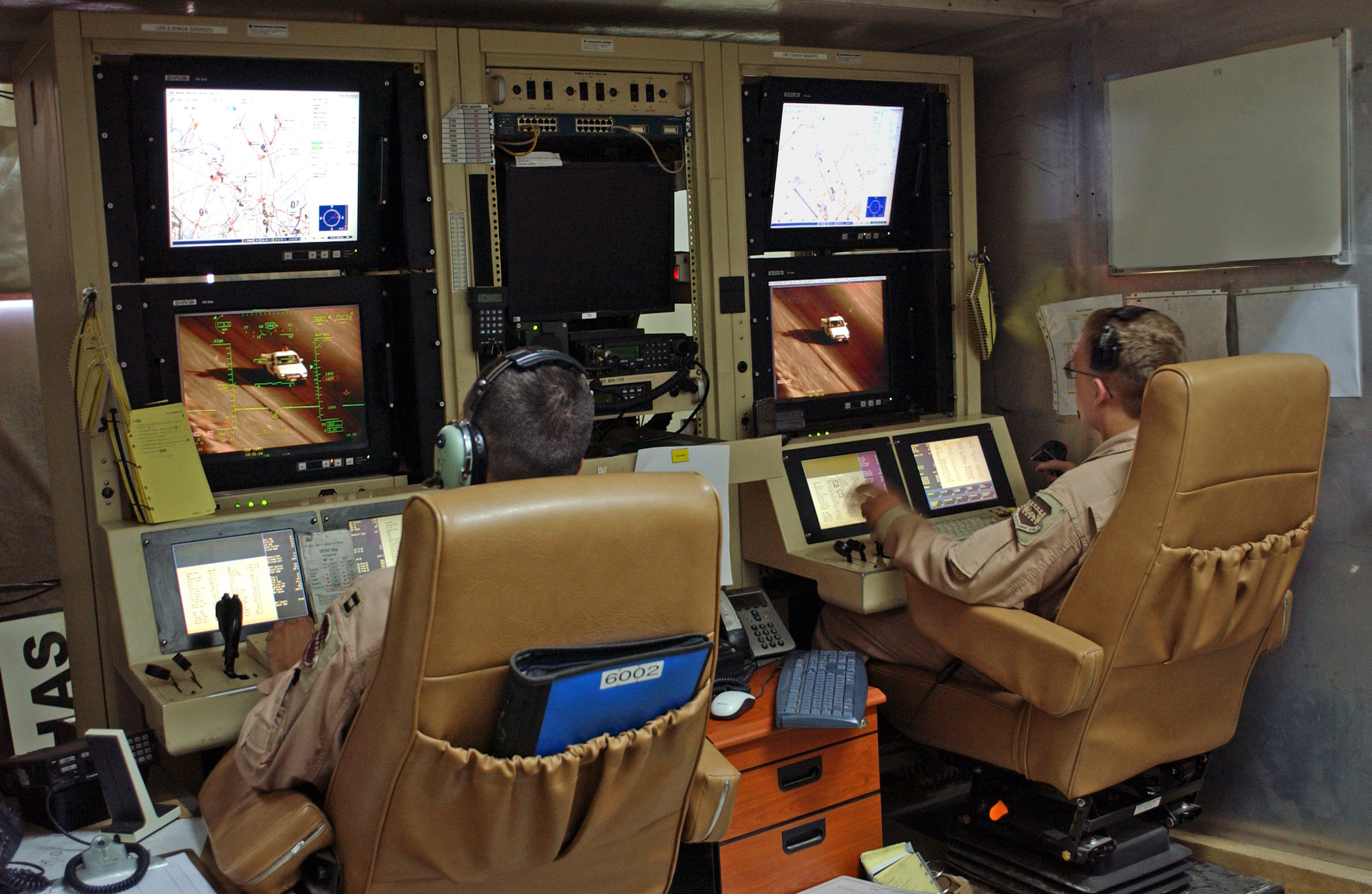
Contrôleurs de drone sur la base de Balad, Irak, 20/4/2005.

En octobre 2007, l'US Air Force disposait de 9 MQ-9. En 2021, 323 MQ-9 Reaper d'une moyenne d'âge de 6,05 ans sont en service dans l'USAF.
Des MQ-9 sont utilisés en Afghanistan à partir de la base aérienne de Balad (en) qui est la plus grande base aérienne américaine dans le pays jusqu'à leur retrait en 2021. La première attaque a eu lieu le 28 octobre 2007 avec le tir de missiles Hellfire contre des troupes rebelles.
Durant la crise de la mer Rouge, du 7 avril 2023 au 20 avril 2025, 21 MQ-9 sont abattus par les Houtis.

### Version pour l'US Navy
General Atomics a développé une version pour l'US Navy appelée « Mariner » dans le cadre du programme BAMS (Broad Area Maritime Surveillance, Surveillance maritime à grande distance). L'emport de carburant a été augmenté pour permettre des missions de 49 heures.
Cette version a aussi été adaptée aux porte-avions avec des ailes repliables, un train d'atterrissage plus compact et plus solide, une crosse d'appontage, une surface ventrale lisse, six pylônes d'emport pour une charge totale de 1 360 kg.
Cependant, c'est le RQ-4 Global Hawk qui a été retenu.
Le service américain des douanes et des frontières a commandé une autre version navale du MQ-9.

### Version pour la NASA

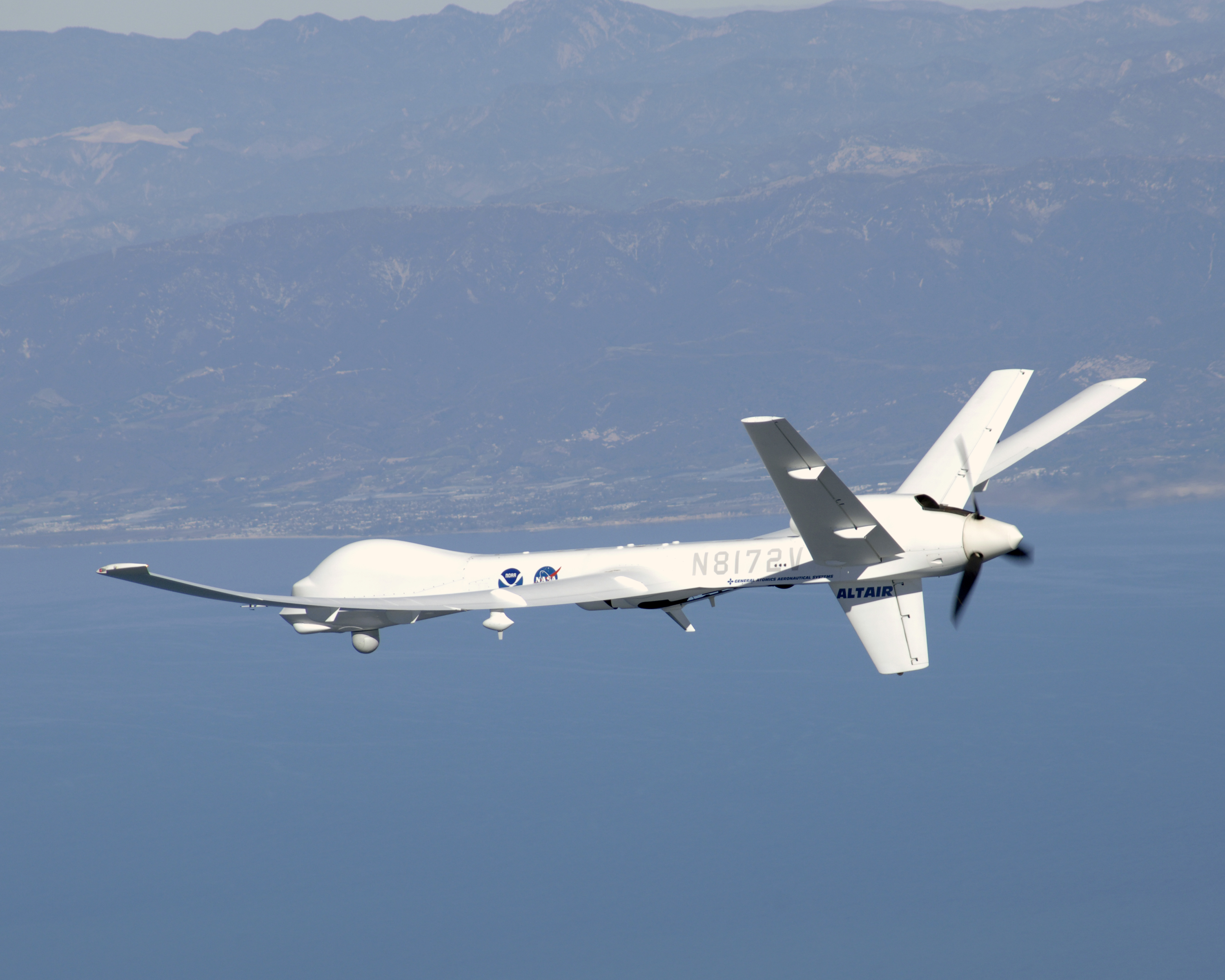
Version NASA Altair.

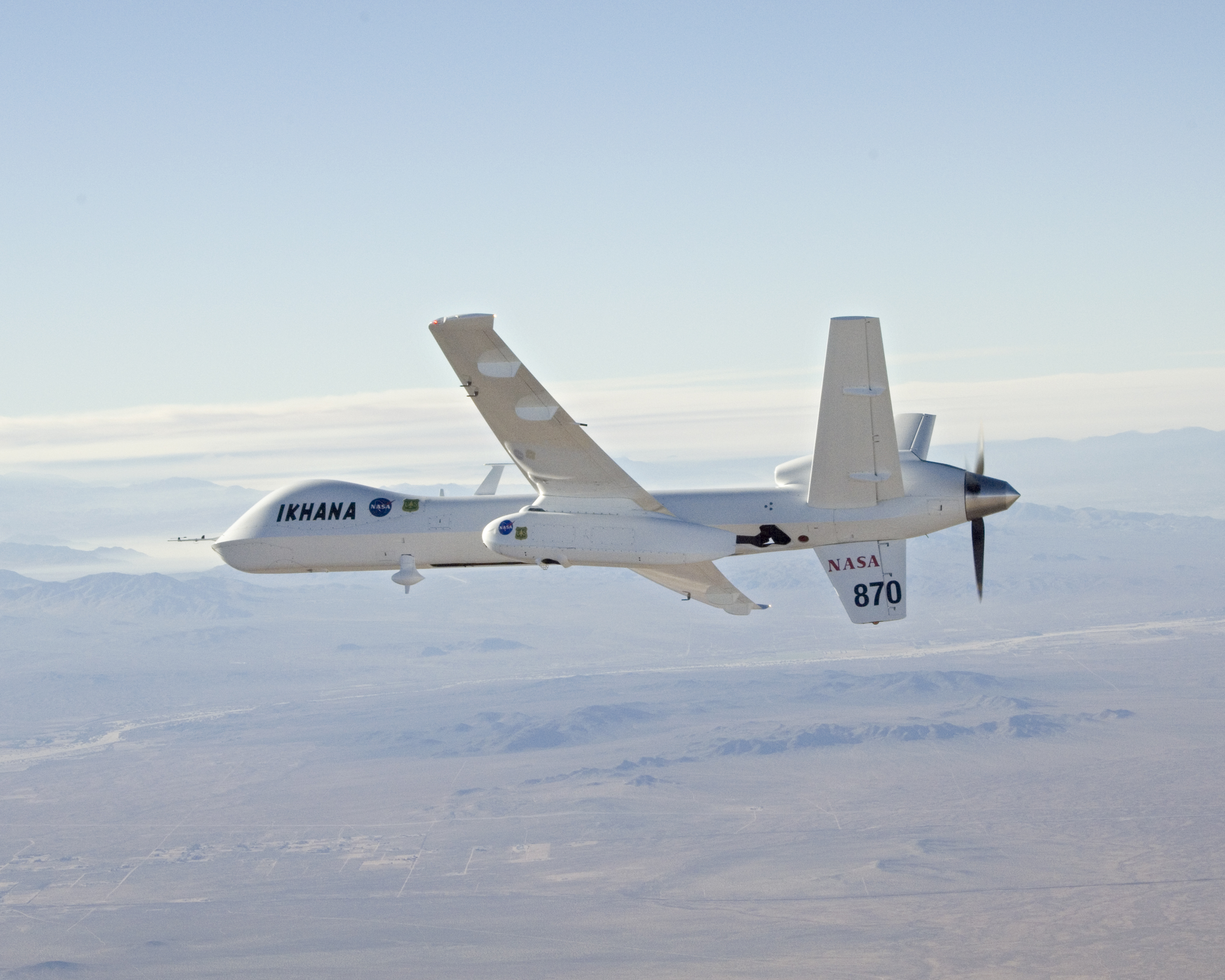
Version NASA Ikhana.

La NASA a évalué les divers prototypes du MQ-9, notamment dans le cadre du programme ERAST.
Ikhana est le nom donné à un drone MQ-9 non armé reçu en novembre 2006. Ikhana a été modifié pour diverses missions et expériences, dont des analyses des contraintes mécaniques que subit l'appareil pendant le vol. Il a été pour cela équipé de 3 000 micro-capteurs à fibre optique, dont 2 000 sur les ailes (extrados). Le but premier de ce drone est l'étude du vol suborbital, mais Ikhana a aussi été utilisé pour surveiller les incendies de Californie d'octobre 2007,.

### Version pour la sécurité intérieure des États-Unis

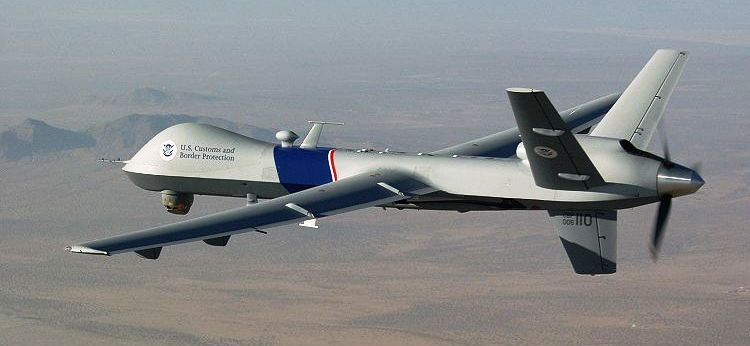
Le MQ-9 du département US de surveillance des frontières.

Le département de la Sécurité intérieure des États-Unis a commencé à utiliser un « Predator B » pour la surveillance des frontières le 2 octobre 2005. Mais le 25 avril 2006, l'appareil s'est écrasé dans le désert de l'Arizona à la suite d'une erreur humaine. Dans l'intervalle, il avait réalisé 959 heures de vol et il était partie prenante dans 2 309 arrestations, la saisie de 4 véhicules et de 13 tonnes de marijuana. En raison de ces succès un second appareil est entré en service le 18 octobre 2006.
Le Service des douanes et de la protection des frontières des États-Unis dispose en 2006 de 5 MQ-9 opérationnels. L'un est basé dans le Dakota du Nord et les quatre autres dans l'Arizona. Ils sont équipés du radar à synthèse d'ouverture Lynx de General Atomics et de caméras dans les rayonnements visibles et infrarouges de la société Raytheon.

### MQ-9B SkyGuardian
Il s'agit d'une évolution du drone MQ-9 Reaper. Ses principaux avantages sont une résistance accrue aux conditions climatiques, des capteurs plus performants, une endurance plus importante (+/- 40 heures de vol) et l'ajout d'une capacité d'écoute électromagnétique.

### MQ-9B SeaGuardian
Il s'agit d'une variante du MQ-9 B SkyGuardian ayant la capacité d'atterrir et décoller sur une piste de 100 m, ou depuis un porte-avions ou un porte aéronefs.

## Corps des Marines des États-Unis
En août 2023, le VMU-3 est le premier escadron de l'USMC équipé de MQ-9A est déclaré opérationnel. Il est alors prévu qu'en 2025, l’USMC disposera de dix-huit MQ-9A Reaper, répartis entre deux escadrons actifs et une unité de réserve.

## Coût opérationnel
Le coût par heure de vol est estimé à 6 000 euros.

## Opérateurs étrangers

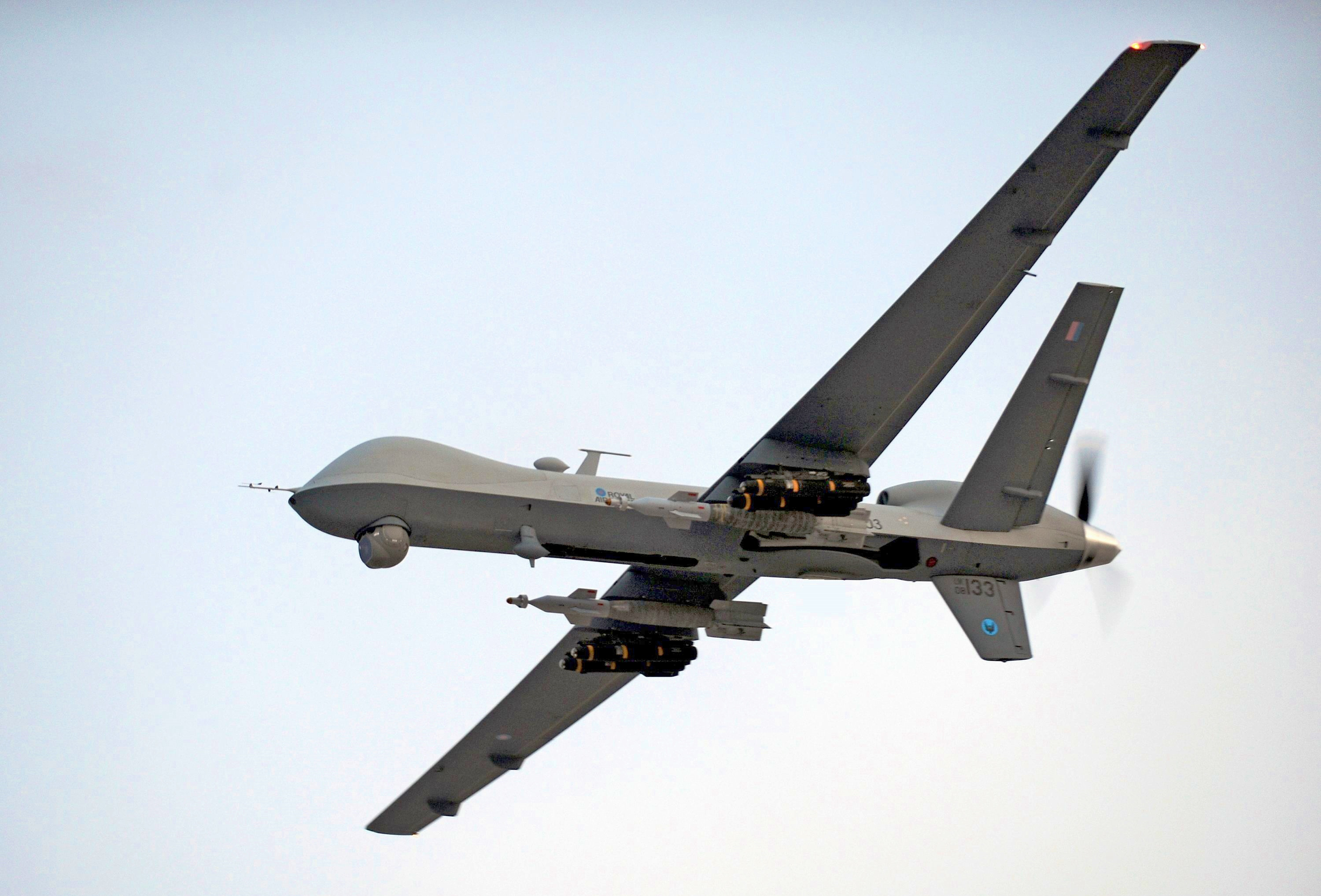
Un drone de la Royal Air Force en Afghanistan le 2 novembre 2009.

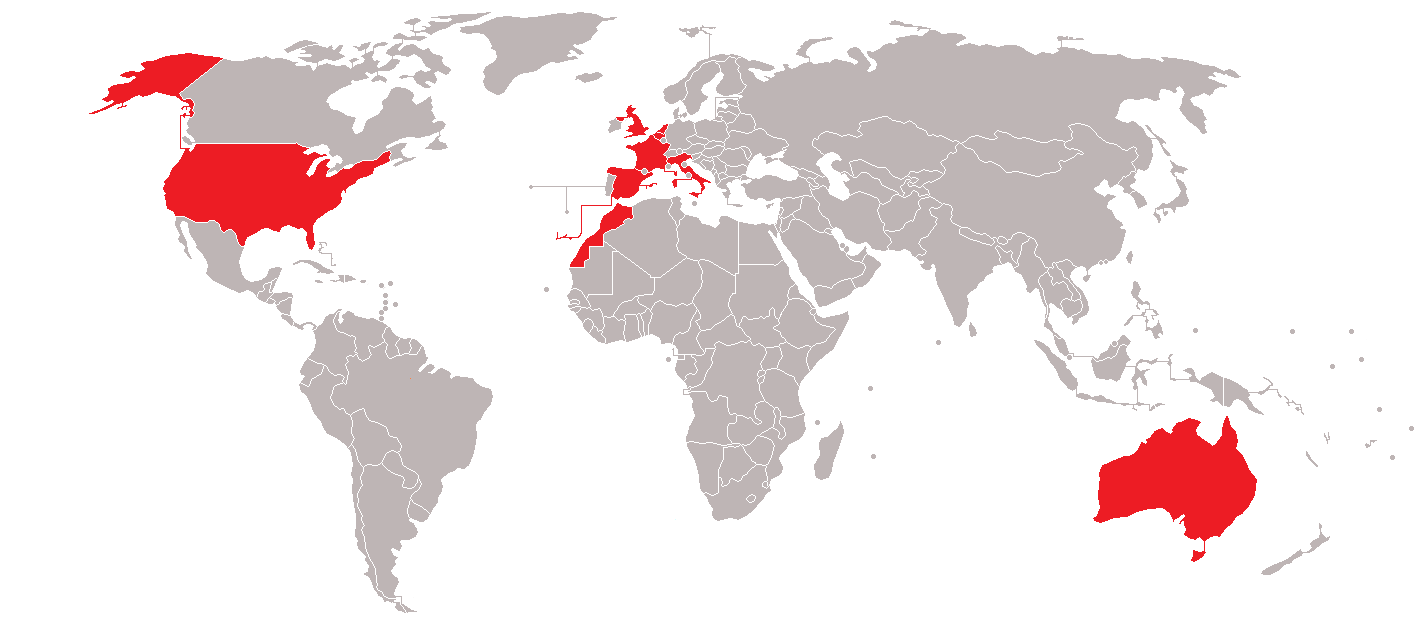
Pays utilisant le MQ-9 Reaper en 2020/

- Australie : l'Australie a effectué des essais avec ce drone mais ne l'a, en octobre 2015, pas commandé. Cinq membres de la Royal Australian Air Force opèrent à cette date des MQ-9 de l’USAF utilisés contre l’État Islamique en Irak et Syrie depuis une base aux États-Unis[32]. En mars 2022, l'Australie annule sa commande de douze drones MQ-9B SkyGuardian[33].
- Belgique : la Belgique a commandé quatre MQ-9B SkyGuardian, ainsi que deux stations de contrôle. La livraison est à l'origine prévue, selon les prévisions de juin 2020 alors que le contrat n'est pas finalisé, entre 2023 et 2024[34] devait être opérés par le 80 UAV Squadron[35]. En mai 2023, il est estimé que le premier sera livré en 2024, et ils seront mis en œuvre par la 2e escadrille du 2e Wing tactique[36]
- Espagne : le 6 août 2015, les autorités espagnoles annoncent le déblocage de vingt-cinq millions d'euros pour acquérir une flotte de quatre drones MALE (Medium Altitude Long Endurance : Moyenne Altitude Longue Endurance) destinés à des missions surveillance et de reconnaissance. Le 6 octobre 2015, l'agence américaine d’exportation d’armement (Defense Security Cooperation Agency) officialise la vente de quatre drones MQ-9 Reaper Block 5, de leurs équipements associés, des pièces de rechange et du soutien logistique, pour un coût estimé à environ 214 millions d'euros[37].
- France : le ministre de la Défense Jean-Yves Le Drian indique durant l'été 2013 que la France souhaite acquérir 12 exemplaires du drone américain pour 670 millions d'euros[38]. Quelques semaines plus tard, les États-Unis indiquent qu'à long terme, la vente pourrait porter jusqu'à 16 drones et huit stations au sol, pour un coût total de 1,14 milliard d'euros[39],[40].
Les deux premiers drones, dont la désignation française est Orbites permanentes de surveillance armables et multi-capteurs, sont officiellement commandés en août 2013[41] ; l'escadron de drones 1/33 Belfort[42] doit mettre en œuvre, selon les prévisions d'octobre 2013, 6 Reaper et 4 cockpits en 2017 et 12 Reaper et 8 cockpits en 2019. Les deux premiers drones sont arrivés sur le théâtre extérieur de Niamey au Niger en janvier 2014. Un troisième est arrivé en avril 2015[43]. Les premiers tirs d'expérimentation ont été effectués avec succès courant décembre 2019 depuis la base projetée de Niamey au Niger[44]. 
Six drones supplémentaires, livrés en 2020, seront armés[45].
Le 17 novembre 2018, un drone Reaper de l'Armée de l'air contrôlé par une société militaire privée américaine s'est écrasé au Niger en rentrant de mission des suites d’une probable perte de contact entre le drone et sa station de contrôle[46],[47], le constructeur américain s'est promis de louer, en compensation, un drone au dollar symbolique[48]. 
 En juillet 2021, la France commande six drones en version Block 5 pour une livraison en 2024 et l'amélioration de six existants du Block 1 vers le Block 5[49].
- Italie : le contrat en signé en 2008 et ils opèrent depuis au moins 2011. En février 2015, la Aeronautica Militare dispose de 6 MQ-9 Reaper et de 6 MQ-1C Predator A+ non armés à cette date assignés au 28e Gruppo (Escadron) de la 32e Stormo (Escadre) de la base aérienne d'Amendola[50]. En novembre 2015, les États-Unis autorisent leurs modifications pour qu'ils soient armés[51]. Un exemplaire est perdu en Libye le 20 novembre 2019.
- Maroc : Après plusieurs mois de négociations entre le Maroc et les États-Unis, le département d'État américain a négocié en décembre 2020 la livraison de 4 drones de combat MQ-9 Reaper au Forces royales air du Maroc.
- Pays-Bas : en février 2015, l'achat de 4 Reaper par les Pays-Bas est annoncé[52]. Il est confirmé en juillet 2018[53]. Les drones ne sont pas armés, mais la possibilité reste ouverte si le gouvernement le décide[54].
- Royaume-Uni : depuis 2007, la Royal Air Force utilise trois MQ-9 Reaper en Afghanistan[55]. Le 9 novembre 2007, le Royaume-Uni a annoncé son intention d'acquérir 10 appareils supplémentaires. Ils sont exploités au sein de deux escadrons de la Royal Air Force : le 13e et le 39e[56]. Ces appareils sont armés. Ils opèrent en 2015 dans le cadre de la coalition internationale en Irak et en Syrie.
- Japon : La Garde côtière du Japon met en œuvre un premier MQ-9B SeaGuardian depuis le 19 octobre 2022 depuis la JMSDF Hachinohe Air Base (en)[57] à titre d'essais. Jusqu’à 23 appareils pourraient être achetés après 2028[58].
- Canada : commande de 11 MQ-9B SkyGuardian et six postes de contrôle en 2023 pour 2,49 milliards de dollars américains (comprenant un grand centre de contrôle, deux hangars, ainsi que des armes, de la documentation technique, une formation et d'autres articles). Ils seront livrés à partir de 2028[59].
- Pologne : En octobre 2022, la Pologne notifie à General Atomics un contrat de location d’une valeur de 70 millions de dollars pour un nombre non précisé de drones MQ-9A. En décembre 2024, le ministère polonais de la Défense commande trois systèmes MQ-9B SkyGuardian et deux stations de contrôle pour un montant estimé de 310 millions de dollars, incluant leur soutien logistique pendant trois ans[60].
- Taïwan : En 2020 l’aéronavale taïwanaise commande quatre MQ-9B Sea Guardian pour 600 millions de dollars[61].
- Inde : En 2024, ce pays commande 31 drones MQ-9B, pour une valeur estimée de 3,99 milliards de dollars (comprenant armement, support, formation, moteurs de rechange et maintenance). 15 seront de la version MQ-9B SeaGuardian et destinés à la marine indienne. Huit autres iront à l’armée de terre et huit autres encore à l’armée de l’air [62].

### Engagements opérationnels
Les Reaper de la RAF ont effectué 30 % des frappes aériennes de l'Opération Shader, nom de code opérationnel attribué à la contribution du Royaume-Uni à l'intervention militaire contre l'État islamique en Irak et au Levant (EIIL). Ils ont largué 887 missiles Hellfire et 88 bombes GBU-12 entre septembre 2014 et septembre 2019 , et détruit 145 cibles entre septembre 2017 et septembre 2019.
Les deux premiers drones français ont été dépêchés au Mali dès janvier 2014, leur rôle fut uniquement la reconnaissance, n'étant à cette date pas armés. C'est notamment un de ces drones qui a permis de retrouver l'épave de l'avion du Vol Air Algérie 5017 qui s'est écrasé au Mali le 24 juillet 2014. Un troisième drone est entré en action en mai 2015 au Mali,. Le 21 décembre 2019, la première frappe d'un drone armé effectuée en opération par l'armée française a lieu lors du Combat de Wagadou, livré contre des djihadistes du Groupe de soutien à l'islam et aux musulmans.
Un drone américain est abattu en 2017 par les rebelles Houthis lors de la guerre civile yéménite.
Le 17 aout 2021, un Reaper Block 5 de la force Barkhane effectue une frappe opérationnelle dans le contexte sahélo-saharien.
Le 10 février 2022, un drone Reaper de la force Barkhane mène une frappe sur une colonne djihadiste qui venait de pénétrer sur le territoire du Burkina Faso, tuant une dizaine de combattants.
Le 14 mars 2023, un drone Reaper américain est percuté en vol par un avion de chasse russe Sukhoi Su-27 Flanker au dessus de la mer Noire, dans l’espace aérien international,,.
Depuis le 18 octobre 2023, des drones Reaper américain sont utilisés pendant la crise de la mer Rouge. Au moins 21 d'entre eux ont été détruits par les Houthis,.
Le 4 mars 2025, un Soukhoï Su-35 russe menace par 3 fois un drone d'observation Reaper français dans l'espace aérien international au dessus de la mer Méditerranée,,.

## Drones semblables
- Le Kronstadt Orion a été destiné à être un concurrent direct du MQ-9, il a effectué son vol inaugural en 2016 et les 3 premiers exemplaires de série ont été livrés à l'armée de l'air russe en avril 2020[80].
- Wing Loong
- Bayraktar Akıncı
- IAI Eitan
- Aarok
- le HESA Gaza 149 est un drone de la république islamique d’Iran, vraisemblablement basé sur le MQ-9 Reaper américain, et succédant au Shahed 129, quant à lui très similaire au MQ-1 Predator des États-Unis.

## Dans la culture populaire

### Jeux vidéo
- War Thunder
- Le MQ-9 fait des apparitions dans les jeux Call Of Duty